# Basilica di San Siro
A Basílica de San Siro, uma das igrejas mais antigas de Gênova, na Ligúria, é um local de culto católico situado na rua de mesmo nome, no bairro de Maddalena . Erigida segundo a tradição no século IV, inicialmente foi dedicada aos doze apóstolos; o santo bispo Siro foi enterrado lá e tornou-se a primeira catedral de Gênova. A sua comunidade paroquial faz parte do vicariato "Centro Oeste" da arquidiocese de Génova. O riquíssimo interior está entre os mais representativos do barroco genovês.